# Kleidotoma micuisa
Kleidotoma micuisa är en stekelart som beskrevs av Belizin 1966. Kleidotoma micuisa ingår i släktet Kleidotoma, och familjen glattsteklar. Arten är reproducerande i Sverige.